# タンザニア天然資源観光省
タンザニア天然資源観光省（タンザニアてんねんしげんかんこうしょう、英: Ministry of Natural Resources and Tourism）は、天然資源や文化資源の管理、観光産業の発展を担うタンザニア政府の省庁。 
さまざまな観光資源や観光産業プロジェクトに幅広く投資している。同省の事務所はドドマにある。2020年10月にダマス・ンドゥンバロ博士がタンザニアの新観光大臣に就任した。
同省のモットーは「忘れられないタンザニア」である。

## 組織構成
同省の業務は 4 つの基本的なワークグループで構成されている：
- 考古遺物（英語版）：
  - タンザニア海洋文化遺産ユニット（英語版）
- 観光：
  - タンザニア国立公園管理局
- 野生生物の保護：
  - タンザニア野生生物管理局
  - ンゴロンゴロ保全地域局
  - タンザニア海洋公園および保護区ユニット（英語版）
  - タンザニア野生生物研究所
- 林業・養蜂：
  - タンザニア森林局

さらに、省内にはさまざまなサポート部門や管理部門がある。